# Freiheit statt Angst

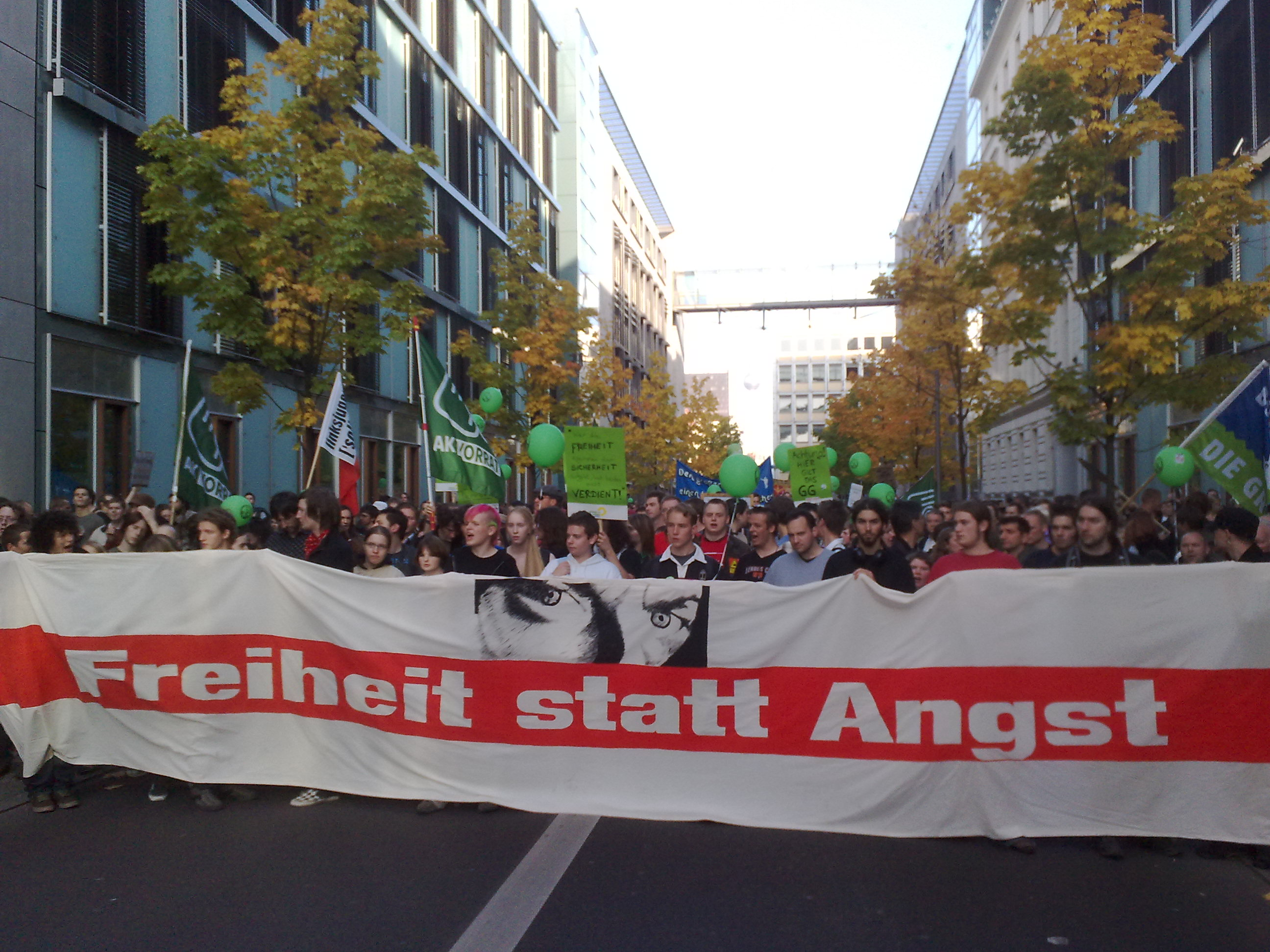
Demonstration am 11. Oktober 2008 in Berlin

Freiheit statt Angst waren Demonstrationen für Datenschutz und gegen staatliche Überwachung. Diese Protestaktionen fanden zwischen 2006 und 2016 in Deutschland statt. Ab 2017 bis 2020 schloss sich das Aktionsbündnis größeren Demonstrationen an. Einige der Versammlungen galten als die größten Protestaktionen gegen staatliche Überwachung seit dem Volkszählungsboykott in den 1980er Jahren.
Unter dem englischen Titel Freedom not Fear wurden solche Demonstrationen ab 2008 auch in Städten außerhalb Deutschlands durchgeführt. In Brüssel findet seit einigen Jahren unter diesem Titel zudem ein jährliches Barcamp statt, bei dem sich Datenschutz-Aktive aus Europa und darüber hinaus vernetzen und austauschen.
Koordiniert wurden die Veranstaltungen in Deutschland 2007 bis 2014 von dem Arbeitskreis Vorratsdatenspeicherung (AK Vorrat).

## Chronik

### 2006
Die erste Demonstration unter dem Motto Freiheit statt Angst fand am 20. Oktober 2006 in Kooperation mit der anschließenden Verleihung der Big Brother Awards in Bielefeld statt. Unterstützt wurde die Demonstration, an der sich etwa 250 Menschen beteiligten, von neun Organisationen, darunter der Chaos Computer Club, die Deutsche Vereinigung für Datenschutz, das Forum InformatikerInnen für Frieden und gesellschaftliche Verantwortung, der FoeBuD, die Humanistische Union und Stop1984.
Bereits einige Monate zuvor hatte der Arbeitskreis Vorratsdatenspeicherung unter dem Motto Freiheit statt Sicherheitswahn zu einer Demonstration in Berlin aufgerufen, an der sich ebenfalls etwa 250 Menschen beteiligten.

### 2007
In Frankfurt am Main fand am 14. April 2007 eine Demonstration unter dem Motto Freiheit statt Angst statt, an der sich mindestens 1000 Menschen beteiligten.

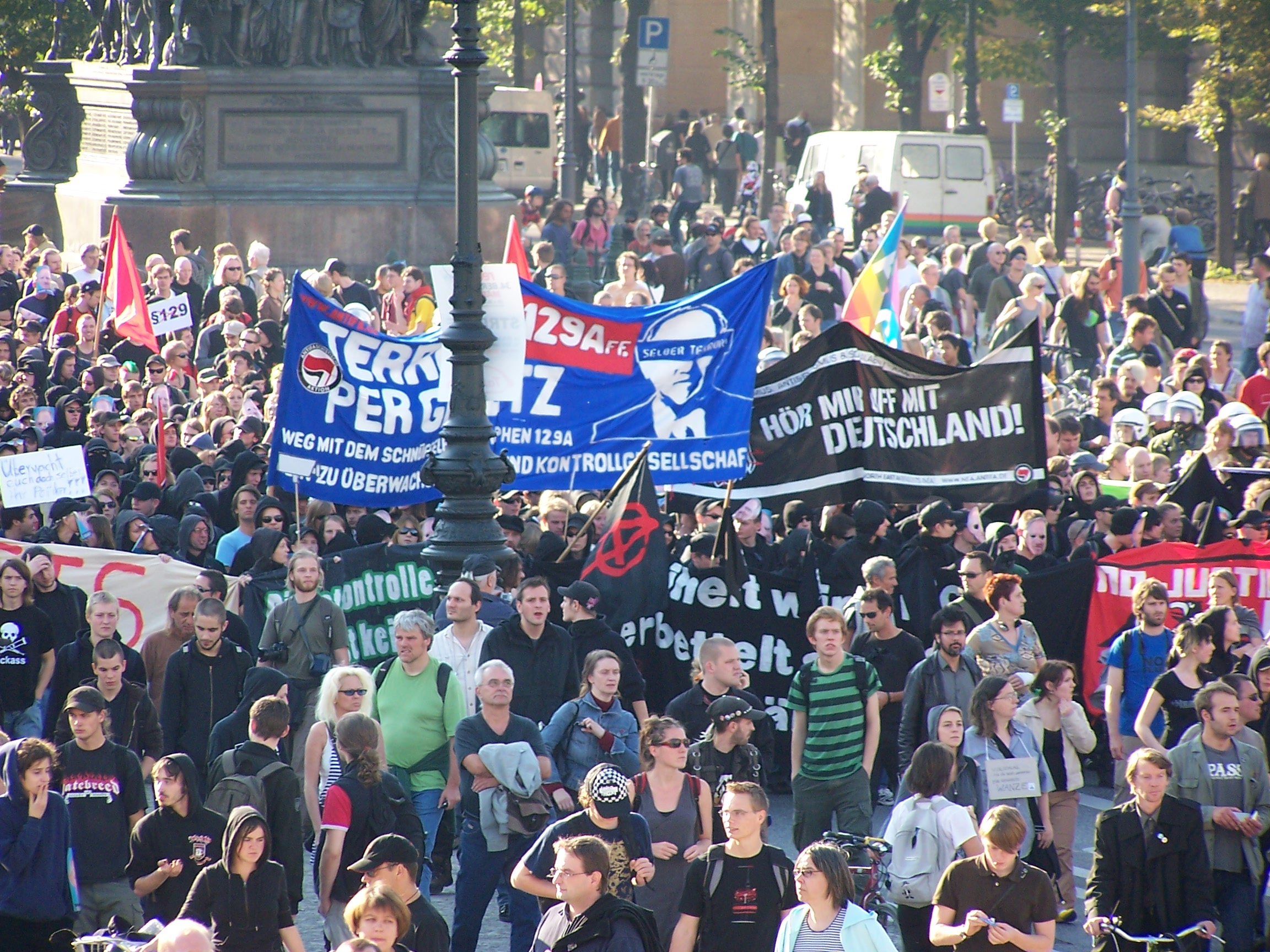
Freiheit statt Angst 2007 in Berlin

An der Großdemonstration am 22. September 2007 in Berlin versammelten sich etwa 15.000 Menschen. Damit galt sie laut dem Datenschutzbeauftragten von Schleswig-Holstein Thilo Weichert seit dem Volkszählungsboykott als größte Datenschutzdemonstration der vergangenen zwanzig Jahre. Von den fünfzig Organisationen, die dazu aufgerufen hatten, beteiligten sich unter anderem die Hedonistische Internationale und die Freie Ärzteschaft mit einem eigenen Wagen an der Parade.
Die Route führte vom Pariser Platz über die Straße Unter den Linden zum Roten Rathaus und über den Mühlendamm wieder zurück zum Brandenburger Tor. Auf den Kundgebungen sprachen unter anderem der Künstler und Netzaktivist padeluun und die Bürgerrechtlerin Bettina Winsemann. Abgesehen von vereinzelten Rangeleien zwischen der Polizei und dem Schwarzen Block, den u. a. die Antifaschistische Revolutionäre Aktion Berlin und die Antifaschistische Linke Berlin organisierten, sowie einigen Festnahmen blieb die Demonstration friedlich.
Am 6. November fanden erstmals zeitgleich bundesweite Protestaktionen unter dem Motto Freiheit statt Angst statt. Dabei demonstrierten nach Angaben des Arbeitskreises Vorratsdatenspeicherung in über 40 Städten insgesamt etwa 10.000 Menschen, um die Umsetzung der Richtlinie über die Vorratsdatenspeicherung noch kurzfristig zu verhindern.

### 2008

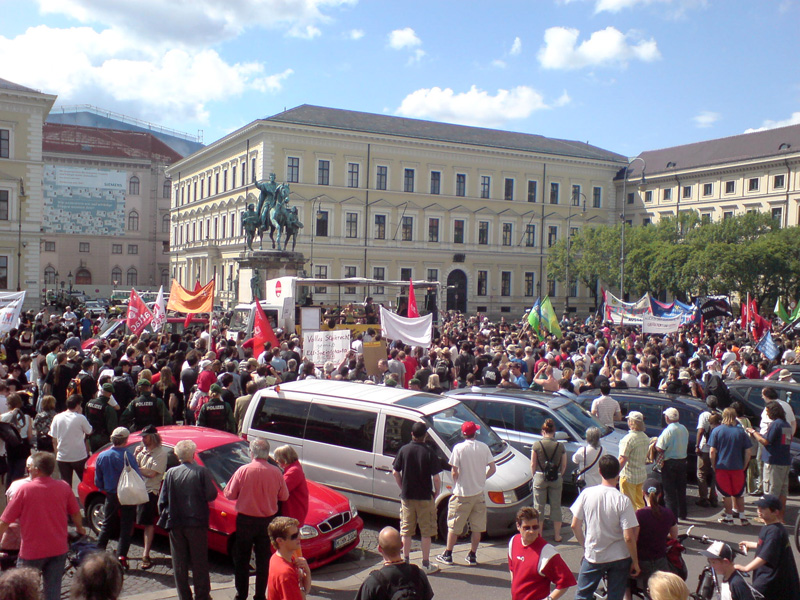
Kundgebung am 31. Mai 2008 in München

Am 31. Mai 2008 wurden erneut bundesweite Kundgebungen und Demonstrationen veranstaltet, wobei sich Aktivisten in 34 Städten in Deutschland beteiligten. Die größte Kundgebung fand in München mit 2500 Menschen statt.
Im Jahr 2008 entstand erstmals eine internationale Zusammenarbeit mehrerer verschiedener Datenschutzorganisationen. Unter dem Motto Freedom not Fear fanden am 11. Oktober in 15 Ländern weltweit Aktionen und Konferenzen gegen Überwachung durch Staat und Wirtschaft statt. An der in diesem Rahmen stattfindenden Großdemonstration in Berlin beteiligten sich laut den Veranstaltern etwa 100.000 Menschen, die Polizei nannte dagegen widersprüchliche Zahlen zwischen 15.000 und 50.000 Teilnehmern. Unterstützt wurde die Veranstaltung von 117 Organisationen. Erstmals beteiligte sich auch die Deutschen Aidshilfe mit einem eigenen Mobil. Die Route führte vom Neptunbrunnen über die Straße Unter den Linden, am Reichstagsgebäude vorbei bis vor das Brandenburger Tor. Zusätzlich zu den planmäßig eingeteilten Redebeiträgen wurde auf der Abschlusskundgebung auch eine spontane Rede von Dr. Motte, dem ehemaligen Veranstalter der Loveparade, gehalten. Im Anschluss an die Demonstration veranstalteten mehrere Clubs und Diskotheken in Berlin gemeinsam die Lange Nacht der Überwachung.

### 2009

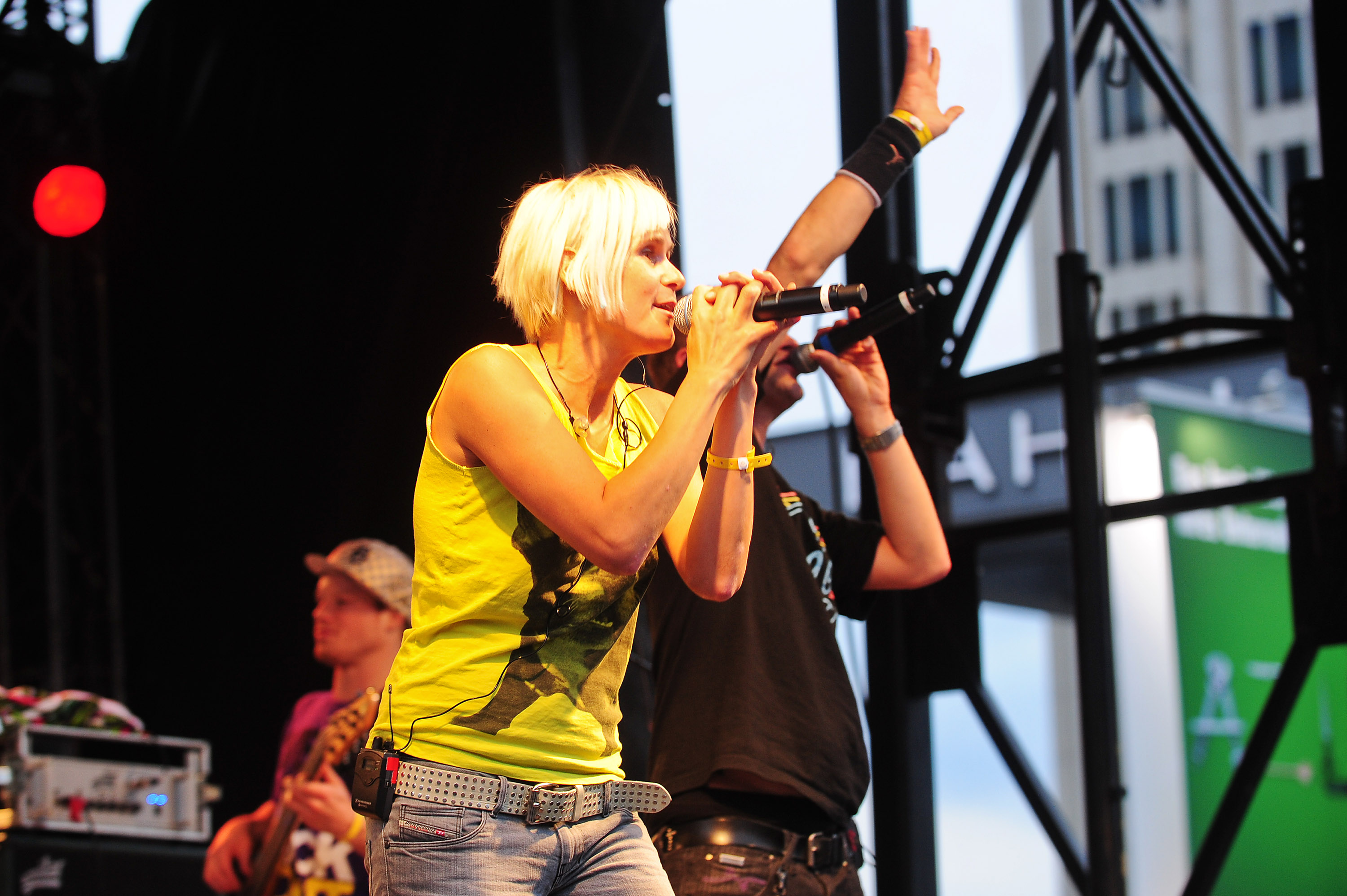
Mono & Nikitaman bei der Abschlusskundgebung

Am 12. September fand eine Großdemonstration statt, die am Potsdamer Platz in Berlin begann und nach einem Rundgang durch die Berliner Innenstadt auch dort wieder endete. Laut Angaben der Veranstalter nahmen insgesamt rund 25.000 Menschen an der Veranstaltung teil. Unterstützt wurde die Aktion diesmal von 167 Organisationen und auch von Bands und Clubs wie dem SO36. Auf der Auftaktveranstaltung, die per Livestream übertragen wurde, sprachen padeluun, Ralf Bendrath, Thilo Weichert, Rolf Gössner und Frank Bsirske. Bei der Abschlusskundgebung unter anderem Franziska Heine, Initiatorin der Online-Petition gegen das Zugangserschwerungsgesetz, der Schülervertreter Vito Dabisch, Monty Cantsin von der hedonistischen Internationale, die Bloggerin Anne Roth sowie Silke Lüder vom Aktionsbündnis gegen die Elektronische Gesundheitskarte (e-Card). Zur Abschlusskundgebung am Potsdamer Platz spielten im Jahr 2009 unter anderem die österreichische Reggae-Band Mono & Nikitaman sowie der Berliner Techno-DJ Tanith, der bereits während der Demonstration auf dem Truck der Piratenpartei spielte.

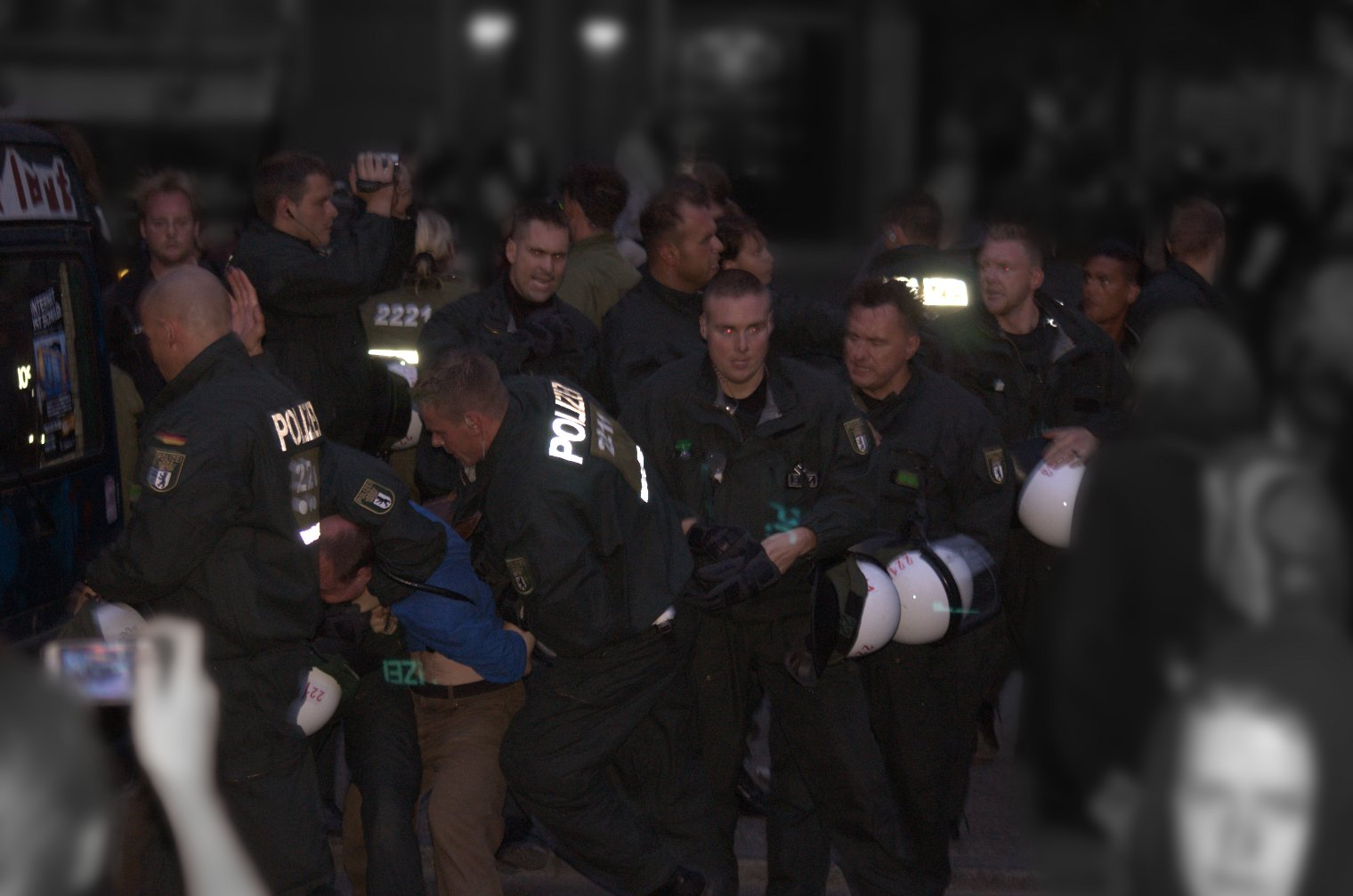
Aufsehenerregende Festnahme eines Fahrradfahrers auf der Freiheit statt Angst 2009

Aufsehen erregte ein Zwischenfall während der Abschlusskundgebung. Ein Vertreter des Chaos Computer Club nahm ein belastendes Video entgegen, das mehrere Polizisten dabei zeigt, wie sie einen Radfahrer und mindestens einen weiteren Passanten attackieren und mit mehreren Fausthieben niederstrecken, wie verschiedene Videoaufnahmen zeigen, die der Chaos Computer Club gesammelt und synchronisiert hat.
Die Vorgehensweise der an der Festnahme beteiligten Beamten führte zu einem Strafverfahren wegen Körperverletzung im Amt. Der Vorfall führte des Weiteren dazu, dass Berliner Polizisten ab 2010 mit Einführung der neuen Uniformen auch eine individuelle Kennzeichnung erhalten sollten. Der Polizeipräsident von Berlin, Dieter Glietsch, wurde in diesem Zusammenhang kritisiert, nachdem er mehrfach behauptet hatte, dass das Opfer der Polizeiübergriffe zuvor durch Störungen aufgefallen sei. Nachdem der Anwalt des Opfers ihn mehrfach aufgefordert hat, eine Unterlassungserklärung abzugeben, erklärte Glietsch, sich zu dem laufenden Fall nicht mehr äußern zu wollen.
Nachdem die Polizisten den Radfahrer  festgenommen hatten, hatten sie ihn wegen Widerstands gegen die Staatsgewalt angezeigt. Das Ermittlungsverfahren gegen den Radfahrer wurde im Juli 2010 eingestellt. Die beiden Polizisten wurden am 30. April 2012 in einem Strafgerichtsverfahren vom Amtsgericht Berlin für schuldig befunden und wegen Körperverletzung im Amt und zu einer Geldstrafe von 6.000 Euro (120 Tagessätze zu je 50 €) verurteilt. Das Urteil wurde nach der Verhandlung nicht rechtskräftig; alle Beteiligten legten das Rechtsmittel der Berufung ein, sodass der Fall erneut vor dem Landgericht verhandelt wurde. Im Oktober 2012 stimmte das Land Berlin einem Vergleich zu, mit dem es dem Opfer die Zahlung eines Schmerzensgeldes in Höhe von 10.000 Euro zusprach.

### 2010

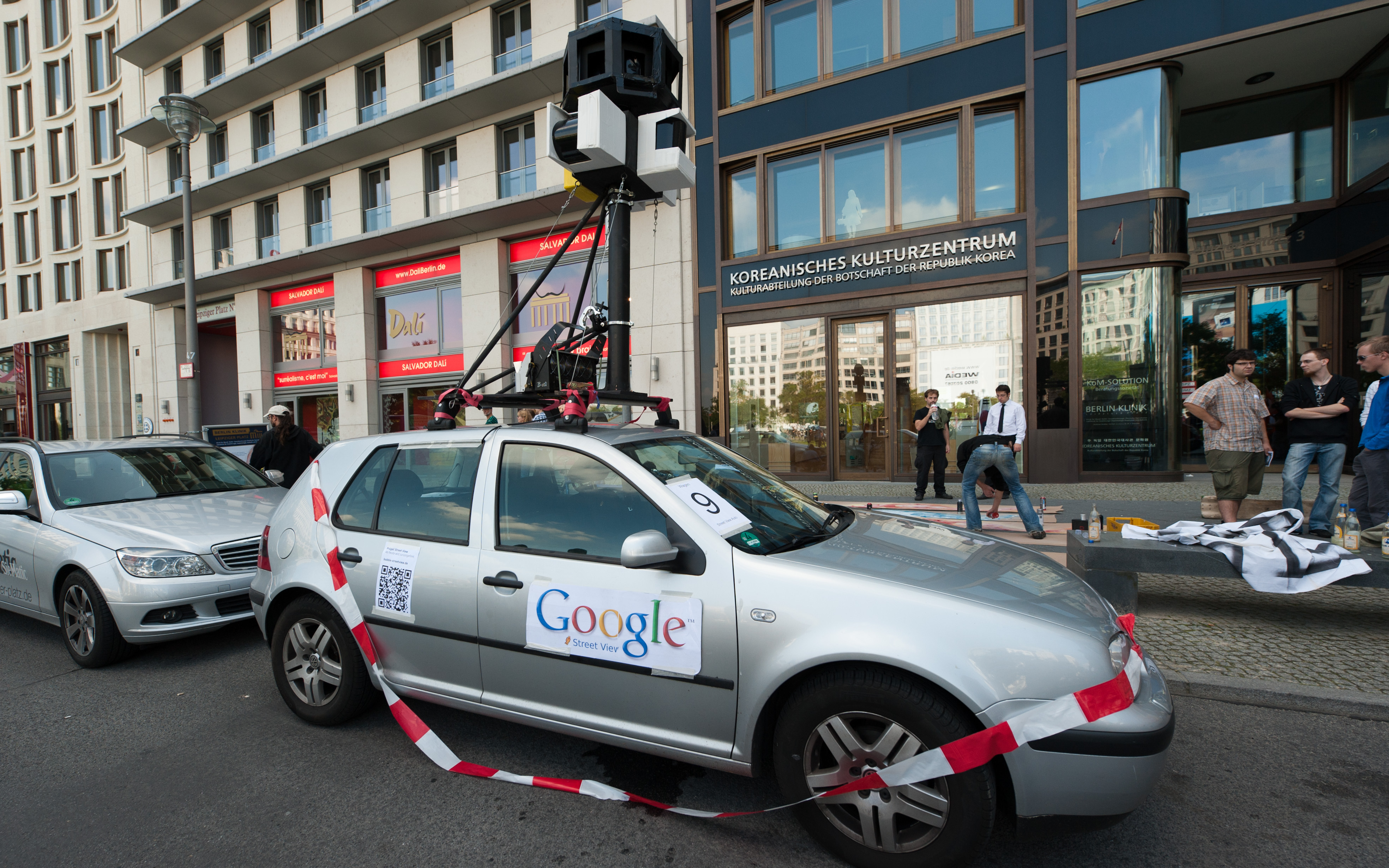
Google-Street-View-Attrappe, Berlin, 2010

Am 11. September 2010 fand in Berlin erneut eine Großdemonstration statt, an der zwischen 7.500 und 10.000 Menschen teilnahmen. Die Demonstration begann und endete wieder am Potsdamer Platz, verlief aber diesmal im Vergleich zum Vorjahr in umgekehrter Richtung.

### 2011
Am 10. September 2011 fand zum sechsten Mal in Berlin eine Großdemonstration statt, an der sich rund 5.000 Menschen beteiligten. Die Demonstrationsroute verlief vom Pariser Platz vor dem Brandenburger Tor zum Alexanderplatz. Im Rahmen der Abschlusskundgebung trat unter anderem Nina Hagen auf.

### 2012

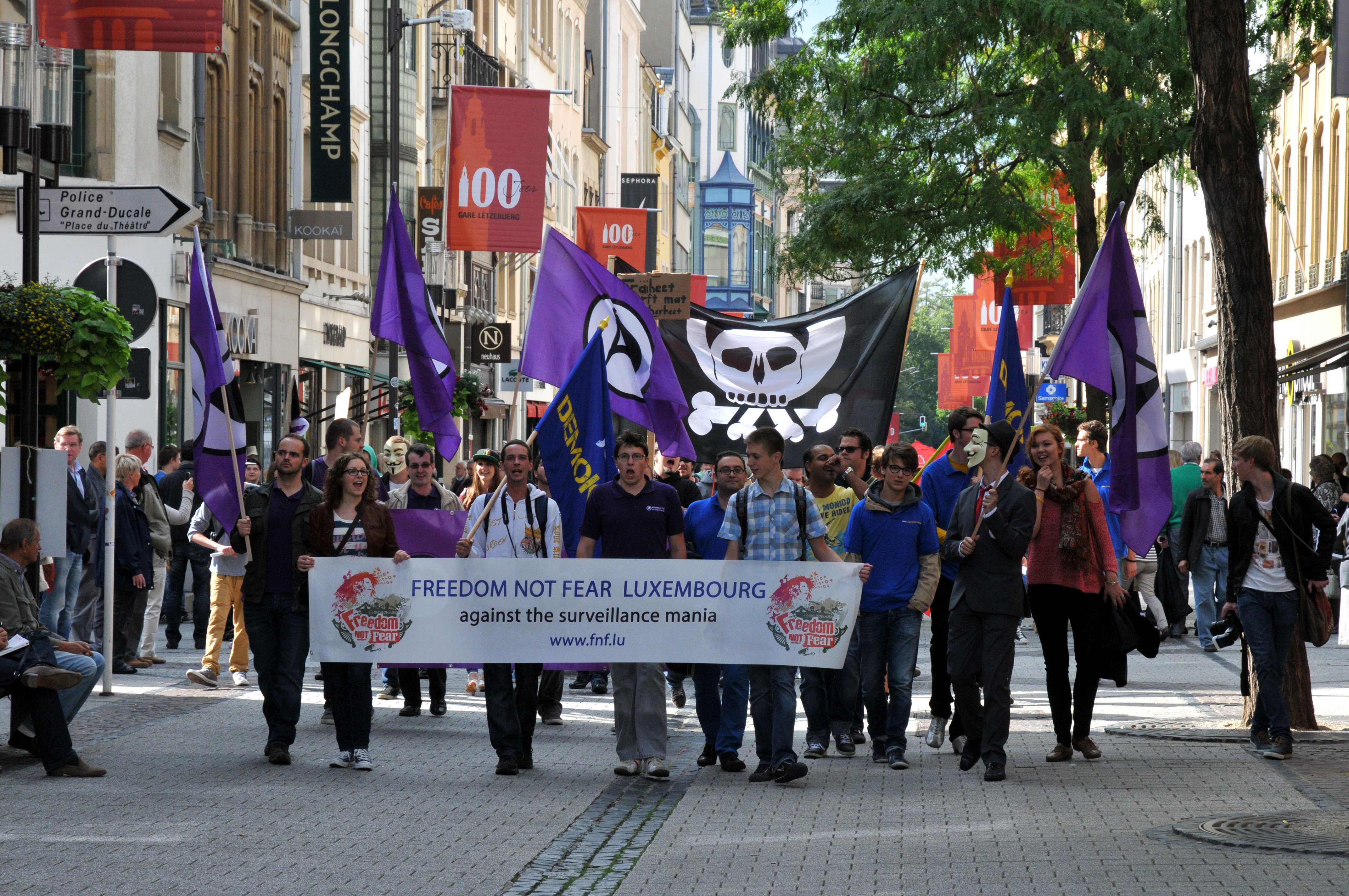
Demonstration Freedom not Fear 2012 in der Stadt Luxemburg

2012 gab es erstmals keine Demonstration in Berlin. Stattdessen trafen sich mehrere Datenschutzorganisationen und Interessierte vom 14. bis zum 17. September zu einem „Vernetzungswochenende“ in Brüssel. Die offene Konferenz hatte den internationalen Titel „Freedom not Fear“. Innerhalb der Veranstaltung fand in Brüssel am 15. September eine Demonstration zum Justizpalast statt. Weitere Veranstaltungen gab es in Argentinien, Australien, Luxemburg und den Vereinigten Staaten. Am 17. September besuchten rund 20 Aktivisten das EU-Parlament und sprachen dort mit Politikern.

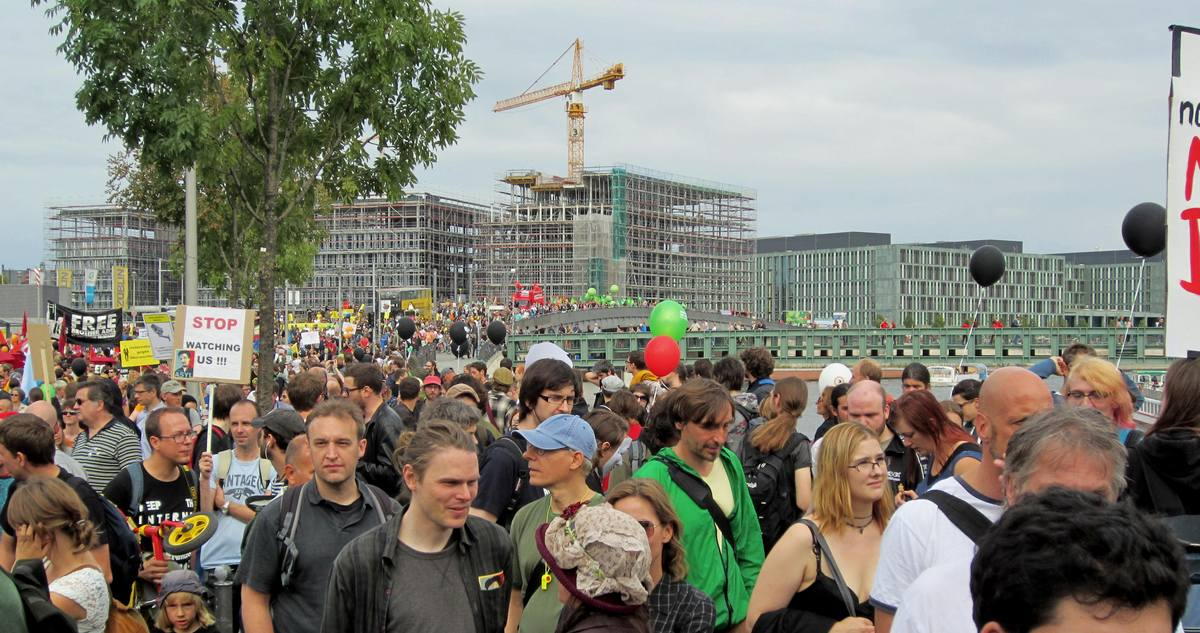
Demonstrationszug durch das Berliner Regierungsviertel am 30. August 2014

### 2013
Im Jahr 2013 fand am 7. September wieder eine große Freiheit statt Angst Demonstration in Berlin statt. Inhaltlich stand sie vor allem im Zeichen der Überwachungs- und Spionageaffäre 2013. Zwischen 10.000 und 20.000 Menschen beteiligten sich. Redner waren unter anderem der US-amerikanische Netzaktivist Jacob Appelbaum. Die Musikerin Dota trat auf der Abschlusskundgebung auf.

### 2014

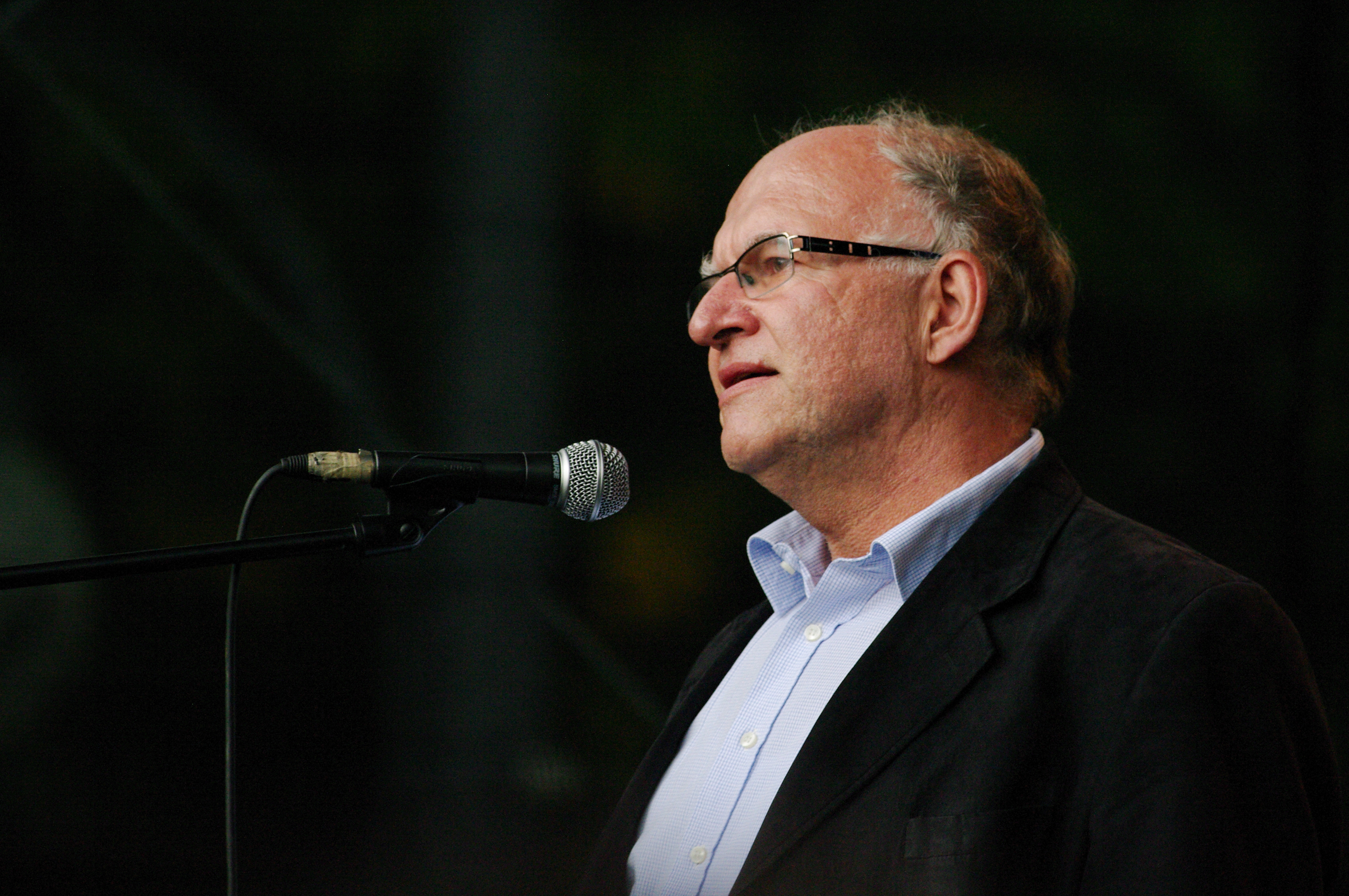
Peter Schaar auf der Demonstration 2014

Das Bündnis bestand im Jahr 2014 aus rund 80 Organisationen. Nach Zählungen der Veranstalter nahmen an der Demonstration am 30. August etwa 6.500 Menschen teil. Auf der Bühne redeten unter anderem der ehemalige Datenschutzbeauftragte Peter Schaar, der Netzaktivist Jacob Appelbaum und der Bürgerrechtsaktivist Rolf Gössner.

### 2015
Bei einem Demonstrationszug in Bielefeld am 17. April 2015, der zum Veranstaltungsort der Big Brother Awards führte, nahmen weniger als 70 Menschen teil.

### 2016
Unter dem Motto demonstrierte der Verein Digitalcourage am 8. Juli 2016 in Berlin vor dem Bundesrat und dem Bundestag gegen ein Anti-Terror-Gesetz und gegen die Novelle des Gesetzes für den Bundesnachrichtendienst. Unter der aufgestellten „Datenkrake“ haben die Demonstrierenden  „Placebo-Pillen gegen Terrorismus“ verteilt, für die sich bei einem Besuch der Versammlung das Mitglied des Bundestages Konstantin von Notz und Ministerpräsident Bodo Ramelow interessierten.

### 2017
Zwei Wochen vor der Bundestagswahl folgten mehrere hundert Menschen dem Aufruf von 50 Organisationen, unter dem Motto „Rettet die Grundrechte“ am 9. September in Berlin zu demonstrieren. Die Versammlung fand als Volksfest statt und bot Attraktionen mit thematischem Bezug, wie Anti-Biometrie-Schminktische, Kamera-Wurfbuden, eine mit den Grundrechten beklebte Hüpfburg (die so mit den Füßen getreten werden konnten) und einen Marktschreier, der Grundrechte „versteigerte“. Allerdings fand auch eine Cryptoparty statt, bei der Interessierten gezeigt wurde, wie persönliche Daten und Nachrichten verschlüsselt werden können.
Nach dieser Versammlung hat das Aktionsbündnis Freiheit statt Angst keine eigenen jährlichen Demonstrationen mehr durchgeführt, sondern sich stattdessen größeren Demonstrationen mit anderen Themen angeschlossen.

### 2018
Freiheit statt Angst schloss sich anderen Demonstrationen und dem Bündnis Unteilbar an. Unter diesem Motto demonstrierten am 13. Oktober in Berlin laut Veranstalter mehr als 240.000 Menschen für eine freie und offene Gesellschaft. Das Aktionsbündnis demonstrierte für seine Themen, neben anderen Organisationen, die für jeweils ihre eigenen Themen demonstrierten. Die Versammlung sollte so die Vielfältigkeit der Interessen einer freien Gesellschaft zeigen.

### 2019
Nachdem Axel Voss (CDU, EVP) als Berichterstatter im EU-Parlament eine Novelle des Urheberrechts vorschlug, die auch Uploadfilter einschloss, demonstrierte Freiheit statt Angst zusammen mit anderen Organisationen vor dem Axel-Springer-Verlagsgebäude gegen die Novelle in Berlin. Mehrere tausend Menschen folgten dem Aufruf, nicht nur der Organisationen, sondern auch der eigentlich als unpolitisch eingeschätzten Szene von YouTubern und Influencern. Eine Website wurde eingerichtet, über die EU-Abgeordnete kontaktiert werden und zu ihrem Stimmverhalten befragt werden konnten. Aufgrund der erfolgreichen Mobilisierung und dem Versuch, die EU-Abgeordneten durch direkte Kontaktaufnahme speziell beim einzeln abgestimmten Artikel 13 zur Ablehnung zu bewegen, veranlasste der zuständige Ausschuss unter Axel Voss, dass der Artikel über die Upload-Filter in der Abstimmungsvorlage von der 13. auf die 17. Stelle der Richtlinie verschoben wurde. Die zuständige Bundesministerin Katarina Barley empfahl der Bundesregierung, der Richtlinie mit Uploadfiltern zuzustimmen. Eine Protokollnotiz, die nach Meinung der Ministerin die beschlossenen Upload-Filter entschärfen sollte, hatte keine rechtlich bindende Wirkung und konnte die Öffentlichkeit nicht beruhigen. Der Entwurf der Richtlinie wurde vom EU-Parlament und anschließend vom Rat der EU angenommen und wenig später auch in deutsches Recht überführt.

### 2020
Der Demonstration unter dem Motto „Unteilbar – so geht solidarisch“ schloss sich das Aktionsbündnis von Freiheit statt Angst am 14. Juni an. Etwa 20.000 Menschen haben laut Veranstaltern ein Band der Solidarität durch die Stadt Berlin geknüpft, in dem sie sich in einer neun Kilometer langen Strecke zwischen Brandenburger Tor und Hermannstraße mit Masken und den durch die Pandemie gebotenen Abständen der Reihe nach aufstellten und Bänder von jeweils drei Metern Länge hielten.

### 2021
Am 4. September 2021 gingen erneut zwischen 10.000 und 30.000 Menschen unter dem Motto „unteilbar“ auf die Straße. Auch das Bündnis Freiheit statt Angst hatte zur Teilnahme aufgerufen. Ein Jahr später löste sich das unteilbar-Bündnis auf.
Freiheit statt Angst hat seitdem an keiner größeren öffentlichen Versammlung mehr teilgenommen.

## Bündnis
Die jährlichen Großdemonstrationen wurden von einem breiten Bündnis verschiedener Organisationen, Parteien und Einzelpersonen ausgetragen. Zuletzt im Jahr 2009 umfasste das Bündnis 167 verschiedene Organisationen. Zu den unterstützenden Musikern gehörten unter anderem Tanith, Mono & Nikitaman, Egotronic und Rainer von Vielen.

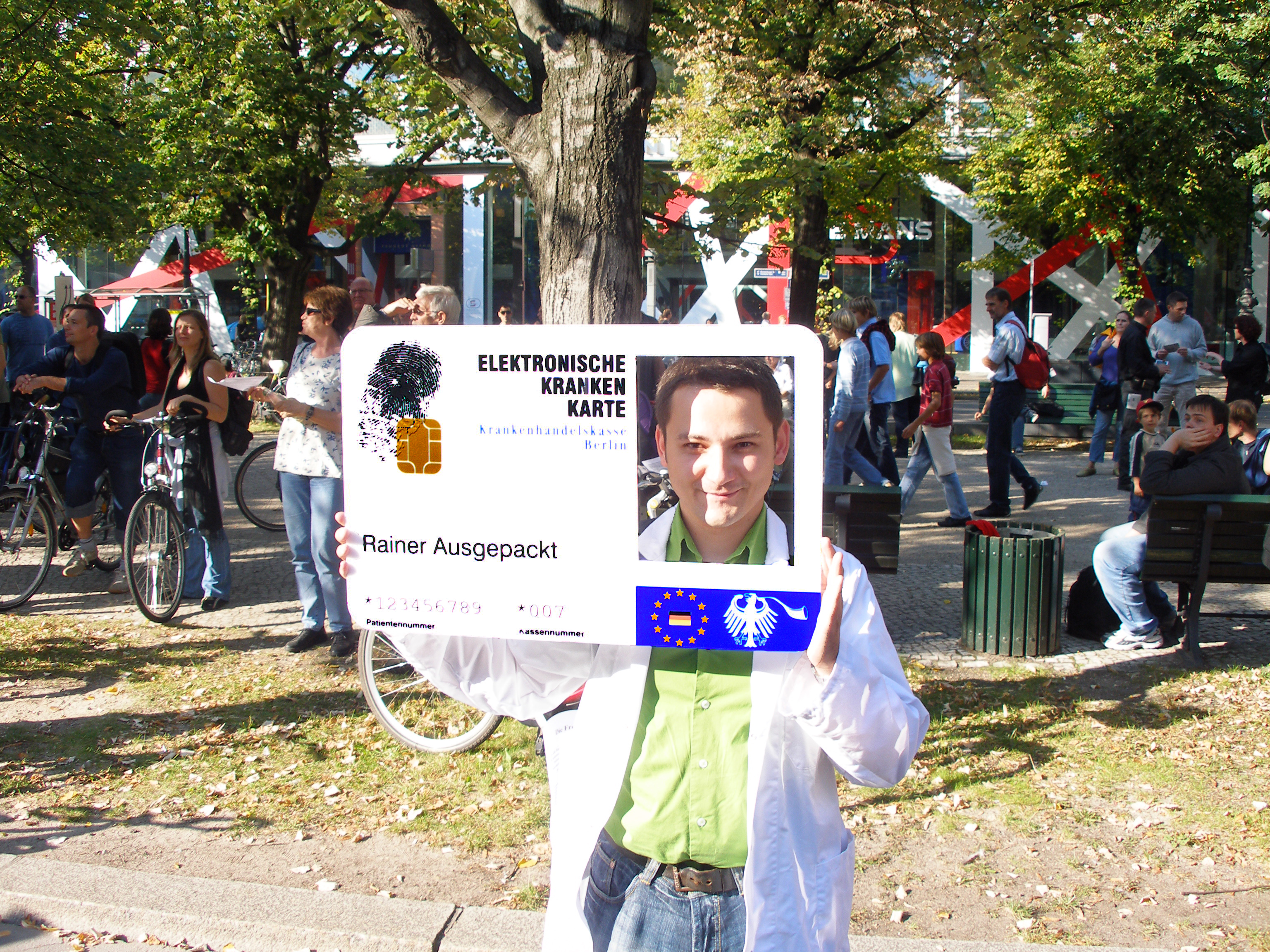
Darstellung des gläsernen Patienten von der Freien Ärzteschaft

Aufgrund des breiten Bündnisses zeichneten sich vor allem die beiden Großdemonstrationen im Herbst 2008 durch die vielfältigen Beiträge der unterschiedlichen Unterstützer aus. Dabei präsentierten sich neben etablierten Parteien und bürgerlichen Organisationen auch linksradikale Gruppen wie die Antifaschistische Linke Berlin, sowie Hacker, LGBTQ-Aktivisten und Anhänger der Technoszene.
Unter den unterstützenden Organisationen im Jahr 2008 waren neben den Parteien FDP, Bündnis 90/Die Grünen, Die Linke und Piratenpartei auch Datenschutzorganisationen wie Digitalcourage oder die Deutsche Vereinigung für Datenschutz, Organisationen, die sich mit gesellschaftlichen Auswirkungen von Informationstechnik beschäftigen, wie der Chaos Computer Club, die Free Software Foundation Europe oder das FIfF, verschiedene Bürger- und Menschenrechtsorganisationen wie die Humanistische Union oder die Internationale Liga für Menschenrechte, das globalisierungskritische Netzwerk Attac, die Gewerkschaft ver.di und Berufsverbände für Anwälte, Handwerker und Psychologen. 2008 wurde erstmals auch Einzelpersonen die Möglichkeit gegeben, den gemeinsamen Protestaufruf zu unterschreiben, was unter anderem von Annelie Buntenbach, Petra Pau, Cem Özdemir, Markus Beckedahl und Burkhard Hirsch wahrgenommen wurde. Medienpartner waren unter anderem die Junge Welt und das Berliner Fenster. Demoaufrufe werden zudem mit Hilfe eines Pagepeels von etwa 800 Blogs mitgetragen.
Das Bündnis gehört der Kooperation für den Frieden an.
Rechtsextreme Gruppen wurden von den Veranstaltungen ausgeschlossen.
Unter anderem sind und waren in dem Bündnis vertreten:
| Neue Medien                                                                           | Bürger- & Menschenrechte | Parteien                                                                                                | Berufsverbände                                                       |
| ------------------------------------------------------------------------------------- | --- | --- | -------------------------------------------------------------------- |
| - AK Zensur - AK Vorrat - C-base - CCC - DVD - Digitalcourage (vormals FoeBuD) - FSFE | - Giordano-Bruno-Stiftung - Hanfparade - Humanistische Union - Internationale Liga für Menschenrechte - Lobbycontrol - Pro Asyl - Verbraucherzentrale | - Die Grünen - Die Linke - Grüne Jugend - Junge Liberale - Jusos - PIRATEN - bergpartei, die überpartei | - dju - FIfF - Freie Ärzteschaft - NRV - Reporter ohne Grenzen - RAV |
|                                                                                       | | |                                                                      |
| Soziale Rechte                                                                        | Beratung, Sexualität | Religiöse Organisationen                                                                                |                                                                      |
| - Attac - IG-Metall-Jugend - Ver.di - ispa                                            | - AIDS-Hilfe - Rote Hilfe e. V., OV Rostock | - Katholische junge Gemeinde                                                                            |                                                                      |

## Forderungen
Gefordert wird von dem Protestbündnis ein Abbau der bestehenden Überwachungsmethoden wie unter anderem der Online-Durchsuchung, der Vorratsdatenspeicherung oder der Videoüberwachung und Mustererkennung. Darüber hinaus wird eine unabhängige Überprüfung aller bestehenden Überwachungsbefugnisse im Hinblick auf ihre Wirksamkeit und schädliche Nebenwirkungen, sowie ein sofortiger Stopp neuer Gesetzesvorhaben auf dem Gebiet der inneren Sicherheit verlangt, sofern sie mit weiteren Grundrechtseingriffen verbunden sind.

Eine weitere Forderung ist die Gewährleistung der Meinungsfreiheit, eines sicheren Arbeitnehmerdatenschutzes und des freien Informationsaustauschs über das Internet.
Konkret wendet sich das Bündnis zudem gegen eine flächendeckende Erhebung biometrischer Merkmale und genetischer Daten, den Einsatz von RFID-Funkchips in Ausweisdokumenten und den Ausbau von Videoüberwachungsanlagen.

## Charakteristik

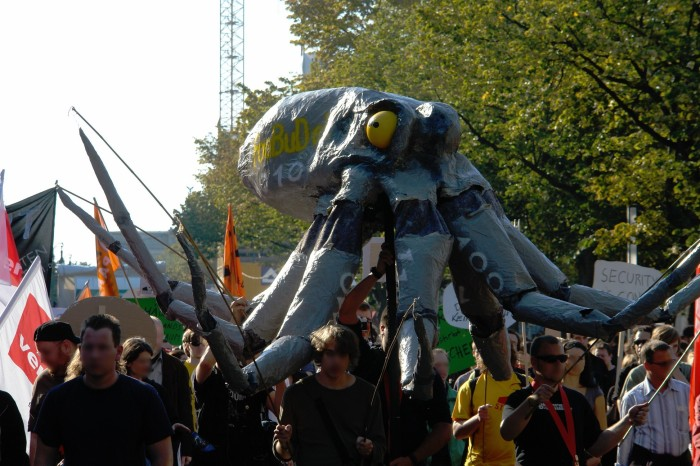
Datenkrake am 11. September 2007

Typische Elemente der Demonstrationen sind plastische Darstellungen eines Datenkraken, des sogenannten Bundestrojaners, Überwachungskameras oder des gläsernen Patienten, sowie das Aufgreifen des politischen Schlagwortes Stasi 2.0 und Masken des damaligen Innenministers Wolfgang Schäuble, sowie Guy-Fawkes-Masken. Die Forderung Stoppt den Überwachungswahn dient meist als Untertitel der Veranstaltungen und wird demzufolge häufig als Slogan für Sprechgesänge verwendet.

## Medien
2008 wurde die FsA durch die Forschungsgemeinschaft elektronische Medien übertragen.

### Radio 1984
Begleitet werden die Protestaktionen von dem in den Räumen des Kulturvereins c-base stationierten Radio 1984, einer Vereinigung von Orange 94.0/Redaktion Netwatcher aus Wien, Ubuntu Radio aus Mannheim, RadioTux, mikroFM aus Berlin und anderen. Die in deutscher und englischer Sprache produzierte Sendung stellt einen Live-Stream mit aktuellen Berichterstattungen, Interviews und einem themenbezogenen Musikprogramm bereit. Die Sendung wird zudem von mehreren freien Radios im deutschsprachigen Raum aufgegriffen und per UKW gesendet.

Der Name Radio 1984 bezieht sich auf den Roman 1984 von George Orwell.

## Belege
1. 1 2  Tausende demonstrieren gegen Überwachung (Memento vom 14. Oktober 2008 im Internet Archive) Tagesschau.de vom 22. September 2007
2. ↑  Berlin: Größte Datenschutz-Demo seit 20 Jahren Focus vom 23. September 2007
3. 1 2  heise online: Zehntausende demonstrieren für "Freiheit statt Angst". 11. Oktober 2008, abgerufen am 28. Mai 2023.
4. ↑  International Action Day "Freedom not Fear 2009"
5. ↑  Freedom not Fear | a meeting for Digital Rights activists in Europe. Abgerufen am 28. Mai 2023 (britisches Englisch).
6. ↑  Big Brother Awards – Ein Preis, den keiner will Die Zeit vom 21. Oktober 2006
7. ↑  Digitalcourage. Abgerufen am 28. Mai 2023.
8. ↑  Demonstration in Berlin am 17. Juni 2006 - Freiheit statt Angst! Abgerufen am 28. Mai 2023.
9. ↑  heise online: Demo in Berlin: Aufruf zum Stopp der "Grundrechtsterroristen". 17. Juni 2006, abgerufen am 28. Mai 2023.
10. ↑  heise online: Über 1000 Demonstranten protestierten gegen den Überwachungsstaat. 14. April 2007, abgerufen am 28. Mai 2023.
11. ↑  Protest gegen den "Überwachungswahn". 23. September 2007, abgerufen am 28. Mai 2023.
12. ↑  Demonstration in Berlin am 22. September 2007/Teilnehmer - Freiheit statt Angst! Abgerufen am 28. Mai 2023.
13. ↑  No Justice No Peace – Kein Friede mit dem deutschen Polizeistaat
14. ↑  Endspurt/Pressespiegel - Freiheit statt Angst! Abgerufen am 28. Mai 2023.
15. ↑  heise online: Tausende demonstrieren bundesweit gegen Überwachung. 31. Mai 2008, abgerufen am 28. Mai 2023.
16. ↑  Proteste gegen "Überwachungswahn" (Memento vom 4. Juni 2008 im Internet Archive) Hessischer Rundfunk vom 31. Mai 2008
17. ↑  http://www.aerztezeitung.de/politik_gesellschaft/?sid=516006
18. ↑  Berliner Morgenpost – Berlin: Zehntausende protestierten für Datenschutz. 11. Oktober 2008, abgerufen am 28. Mai 2023 (deutsch).
19. ↑  Die Lange Nacht der Überwachung
20. ↑  Auftakt der Demo "Freiheit statt Angst", Berlin, Potsdamer Platz, 12.09.2009. Abgerufen am 28. Mai 2023 (deutsch).
21. ↑  AK-Vorrat: Insgesamt 25.000 demonstrieren in Berlin. 13. September 2009.
22. ↑  Christian Stöcker: Demo gegen Überwachung: Faustschlag ins Gesicht. In: Der Spiegel. 13. September 2009, ISSN 2195-1349 (spiegel.de [abgerufen am 28. Mai 2023]).
23. ↑  Videos vom Zwischenfall auf der FSA 2009 auf der Seite des CCC.
24. ↑  Der Polizeipräsident in Berlin: Demonstration gegen Vorratsdatenspeicherung – Bilanz der Polizei (Memento vom 28. September 2009 im Internet Archive). 13. September 2009 (alternative Quelle).
25. ↑  Berliner Morgenpost – Berlin: Polizisten bekommen Namen oder Nummer an die Brust. 16. September 2009, abgerufen am 28. Mai 2023 (deutsch).
26. ↑  Die Ereignisse des 12.9. und ihre Folgen Vortrag von Andy Müller-Maguhn (MP4; 955 MB), vgl. Min. 44 ff.
27. ↑  Vorwürfe gegen Polizei: Gewalt bei Demo: Ermittlungen gegen Radfahrer eingestellt. In: Der Tagesspiegel Online. ISSN 1865-2263 (tagesspiegel.de [abgerufen am 28. Mai 2023]).
28. ↑  heise online: Geldstrafe für Polizei-Brutalität auf Datenschutz-Demo. 2. Mai 2012, abgerufen am 28. Mai 2023.
29. ↑  Konrad Litschko: Schmerzensgeld für „Mann in Blau“: Polizeischläge ins Kontor. In: Die Tageszeitung: taz. 9. November 2012, ISSN 0931-9085 (taz.de [abgerufen am 28. Mai 2023]).
30. ↑  Ralf Bendrath: Nachlese der „Freiheit statt Angst“-Demo. 10. September 2011, abgerufen am 28. Mai 2023 (deutsch).
31. ↑  Vgl. Freiheit statt Angst: Programmablauf (Memento vom 21. Mai 2013 im Internet Archive), eingesehen am 12. September 2011.
32. ↑  Stefan Krempl, Martin Holland: Freiheit statt Angst: Anti-Überwachungsprotest zieht nach Brüssel. Heise online, 14. August 2012, abgerufen am 8. September 2013.
33. ↑  Freedom Not Fear 2012. Arbeitskreis Vorratsdatenspeicherung, 24. September 2012, abgerufen am 8. September 2013 (englisch).
34. ↑  Freedom Not Fear 2012 mit breiter internationaler Beteiligung beendet. Arbeitskreis Vorratsdatenspeicherung, 18. September 2012, abgerufen am 8. September 2013.
35. ↑  Jahresbericht 2012 – Was haben wir gemacht? Digitalcourage, 17. Juni 2013, archiviert vom Original am 27. August 2013; abgerufen am 8. September 2013 (Abschnitt „Datenschutz in Europa – Freedom not Fear in Brüssel“).
36. ↑  Ole Reißmann: Freiheit statt Angst 2013: Demonstration gegen NSA-Überwachung. In: Der Spiegel. 7. September 2013, ISSN 2195-1349 (spiegel.de [abgerufen am 28. Mai 2023]).
37. ↑  Demo "Freiheit statt Angst" in Berlin Wut auch gegen private Datenkraken (Memento vom 31. August 2014 im Internet Archive), Tagesschau vom 30. August 2014
38. ↑  Detlef Borchers: Freiheit statt Angst: Wir werden immer mehr. Heise online, 18. April 2015, abgerufen am 19. April 2015.
39. ↑  Bündnis protestiert in Berlin. In: Die Tageszeitung: taz. 11. September 2017, ISSN 0931-9085 (taz.de [abgerufen am 7. Februar 2025]).
40. ↑  #Unteilbar 2018 | unteilbar.org. Abgerufen am 7. Februar 2025.
41. ↑  Golem.de: IT-News für Profis. Abgerufen am 7. Februar 2025.
42. ↑  heise online: Artikel 13/17: heise online warnt vor negativen Auswirkungen der geplanten EU-Urheberrechtsreform. 25. März 2019, abgerufen am 7. Februar 2025.
43. ↑  Prof Christian Solmecke: Artikel 13/17 beschlossen. 25. März 2019, abgerufen am 7. Februar 2025.
44. ↑  Jonas Bickel: Urheberrechtsreform und Uploadfilter: So soll Artikel 17 in Deutschland umgesetzt werden. 4. September 2020, abgerufen am 7. Februar 2025.
45. ↑  Jan Petter: #niewiederspd: SPD und CDU haben mit Artikel 13 die junge Generation verloren. In: Der Spiegel. 5. April 2019, ISSN 2195-1349 (spiegel.de [abgerufen am 7. Februar 2025]).
46. ↑  Hanno Fleckenstein: Unteilbar-Demonstration in Berlin: Einig für einen Tag. In: Die Tageszeitung: taz. 4. September 2021, ISSN 0931-9085 (taz.de [abgerufen am 7. Februar 2025]).
47. ↑  Zeit für einen neuen Aufbruch | unteilbar.org. Abgerufen am 7. Februar 2025.
48. ↑  Ines Wallrodt: »Der Staat macht mir Angst«. Abgerufen am 28. Mai 2023.
49. ↑  LSVD: Demo-Aufruf gegen Schäuble - queer.de. Abgerufen am 28. Mai 2023 (deutsch).
50. ↑  Rosa Block - Freiheit statt Angst! Abgerufen am 28. Mai 2023.
51. ↑  CCC | Heraus zur großen internationalen Kampfdemonstration für Freiheit, Demokratie und Menschenrechte! Abgerufen am 28. Mai 2023.
52. ↑  Deutschsprachige Variante der mehrsprachigen FSFE-Presseerklärung
53. 1 2  Demonstrationsaufruf 2008 mit Forderungen und Unterstützerliste
54. ↑  Online-Demo/Teilnehmende Websites - Freiheit statt Angst! Abgerufen am 28. Mai 2023.
55. ↑   Kooperation für den Frieden, Mitwirkende (Memento vom 26. August 2017 im Internet Archive)
56. ↑  Bündnispartner 2013 (Memento vom 6. September 2013 im Internet Archive)
57. ↑  https://wiki.vorratsdatenspeicherung.de/Freedom_Not_Fear_2009/Aufruf#Unsere_Forderungen
58. ↑  FsA 2008: Streaming
59. ↑   radio.freiheitstattangst.de (Memento vom 27. September 2008 im Internet Archive)
60. ↑  Radio 1984 (Memento vom 9. Oktober 2008 im Internet Archive)